# 苏伦德拉讷格尔县

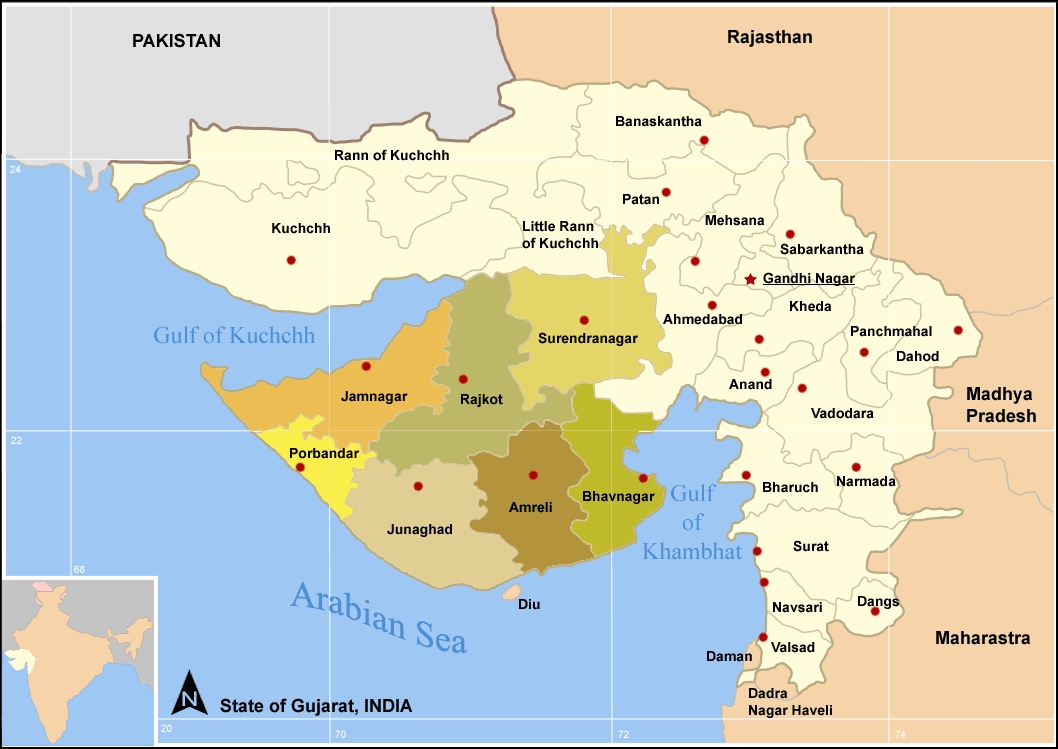
古吉拉特邦萨乌拉施特拉地区

苏伦德拉讷格尔县（英語：Surendranagar district）为印度古吉拉特邦辖县，属于萨乌拉施特拉地区；面积10,489平方公里，人口1,756,268人（2011年），其中城镇人口26.56%。地理上该县位于卡提阿瓦半岛北部，县域北部与卡奇县和帕坦县接壤，东部和默黑萨纳县、艾哈迈达巴德县相连，西南部与拉杰果德县和包纳加尔县交界。行政中心驻苏伦德拉讷格尔。